# Stereo (film)
Stereo (Tile 3B of a CAEE Educational Mosaic) è un film del 1969 prodotto, scritto e diretto da David Cronenberg. È il primo lungometraggio diretto da Cronenberg dopo i corti Transfer (1966) e From the Drain (1967). Le riprese ebbero luogo allo Scarborough College usando una cinepresa Bolex, il cui rumore rese necessario girare il film senza audio aggiungendovi in seguito dei commenti che parodiano il gergo scientifico e metafisico. Il film fu proiettato in Canada il 23 giugno 1969 al National Arts Centre.